# Обстріли Рівного
Обстріли Рівного — серія ракетних ударів, здійснених російськими військами по місту Рівне та Рівненської області під час російського вторгнення в Україну 2022 року.

## Хронологія

### 2022

#### Лютий
25 лютого було завдано ракетного удару по аеропорту «Рівне».
27 лютого сили протиповітряної оборони успішно ліквідували російський безпілотник. Проте, внаслідок вибуху постраждав ліцей та господарство, яке розташоване поруч у селі Великий Жолудськ.

#### Березень
14 березня російські війська завдали два авіаудари по Рівненській телевежі, в результаті загинула 21 особа та 9 було поранено. Ракети влучили в телевежу та адміністративні будівлі поблизу.
16 березня авіаудар по Сарнах Рівненської області, жертв не було.
21 березня два ракетні удари по полігону в Рівненській області.
26 березня обстріл нафтобази у Дубному.
28 березня обстріл нафтобази у смт Клевань Рівненському районі.

#### Квітень
25 квітня три російські ракети влучили у залізничну інфраструктуру Рівненщини. Через це пошкоджено 20 будинків місцевих жителів. Також через обстріли постраждав один чоловік.

#### Травень
21 травня вдень військові Росії завдали ракетного удару по об'єкту військової інфраструктури у Рівненській області, без загиблих.

#### Червень
25 червня було завдано ракетного удару по цивільній інфраструктурі у місті Сарни, щонайменше четверо людей загинуло ще семеро поранено.

#### Серпень
Увечері 28 серпня Сарнах прогриміли потужні вибухи під час повітряної тривоги, місто втретє зазнало ракетного удару з боку ЗС РФ. За словами голови Рівненської ОДА В. Коваля загалом зафіксовано чотири ракетні удари по об'єкту військової інфраструктури. Обійшлося без жертв. Ударною хвилею пошкоджено близько 30 житлових будинків та приміщення центральної районної лікарні.

#### Жовтень
10 жовтня голова Рівненської ОВА Віталій Коваль поінформував, що над областю збили дві ракети і один безпілотник..
12 жовтня ввечері під час повітряної тривоги на півночі Рівненщини було збито ворожу ціль. Віталій Коваль не уточнив — йдеться про ракету чи безпілотник..
Вранці 22 жовтня 2022 року російські війська нанесли ракетний удар по об'єкту критичної інфраструктури, внаслідок удару пошкоджені електропідстанції. Жертв не було. Підприємство Рівнеазот аварійно призупинило роботу через обстріли.

#### Листопад
Ввечері 15 листопада російські війська нанесли ракетний удар по об'єкту критичної інфраструктури за попередньою інформацією без жертв..

### 2023

#### Серпень
11 серпня біля 3 години ночі внаслідок атаки безпілотниками зруйновано нафтобазу у Дубенському районі; жертв немає.

#### Вересень
21 вересня внаслідок ракетних ударів РФ є влучання в енергетичну та цивільну інфраструктуру у Рівному, люди не постраждали..

### 2024

#### Липень
Російські війська вночі БПЛА атакували енергооб’єкт на Рівненщині, повідомляє компанія «Укренерго».
За повідомленням, в окремих районах знеструмлювались побутові та промислові споживачі. Наразі енергоживлення відновлено, тривають відновлювальні роботи.

#### Листопад
17 листопада 2024 року щонайменше 6 вибухів пролунало у Рівному ціллю ворога став об'єкт критичної інфраструктури, постраждали також сусідні житлові будинки, там вибиті шибки.
28 листопада 2024 року під час повітряної тривоги у Рівному пролунали вибухи внаслідок атаки в області без електропостачання залишилося понад 280 тисяч абонентів. Також є перебої з водою. Крім того, вибуховою хвилею пошкоджені вікна та балконні рами у 2 житлових будинках.

#### Грудень
У ніч на 3 грудня російська армія завдала удару по об'єкту енергетичної інфраструктури в Рівненській області, обійшлося без жертв і постраждалих.